# Memoriał Bronisława Idzikowskiego i Marka Czernego 1981
Memoriał im. Bronisława Idzikowskiego i Marka Czernego 1981 – 14. edycja turnieju w celu uczczenia pamięci polskiego żużlowca Bronisława Idzikowskiego i Marka Czernego, który odbył się dnia 1 maja 1981 roku. Turniej wygrał Andrzej Huszcza. Był to również Turniej 35-lecia Sportu Żużlowego w PRL.

## Wyniki
- Częstochowa, 1 maja 1981
- NCD: Józef Jarmuła – 74,80 w wyścigu 3
- Sędzia: Józef Rzepa

| Msc. | Zawodnik                 | Klub           | Pkt  |             |  |
| ---- | ------------------------ | -------------- | ---- | ----------- |  |
| 1    | (7) Andrzej Huszcza      | Zielona Góra   | 14+3 | (3,2,3,3,3) |  |
| 2    | (6) Piotr Pyszny         | Rybnik         | 14+2 | (2,3,3,3,3) |  |
| 3    | (2) Roman Jankowski      | Leszno         | 13   | (3,2,3,3,2) |  |
| 4    | (11) Józef Jarmuła       | Częstochowa    | 11   | (3,3,2,u,3) |  |
| 5    | (13) Alfred Siekierka    | Opole          | 11   | (3,3,2,2,1) |  |
| 6    | (3) Marek Kępa           | Lublin         | 10   | (2,1,2,3,2) |  |
| 7    | (9) Antoni Fojcik        | Rybnik         | 7    | (0,1,3,2,1) |  |
| 8    | (16) Jacek Goerlitz      | Opole          | 7    | (1,3,1,2,0) |  |
| 9    | (5) Leonard Raba         | Opole          | 7    | (1,2,2,0,2) |  |
| 10   | (10) Mariusz Okoniewski  | Leszno         | 6    | (2,0,1,1,2) |  |
| 11   | (14) Jerzy Kochman       | Świętochłowice | 6    | (2,1,1,1,1) |  |
| 12   | (1) Wojciech Żabiałowicz | Toruń          | 5    | (0,d,0,2,3) |  |
| 13   | (15) Jerzy Bożyk         | Częstochowa    | 3    | (w,d,1,1,1) |  |
| 14   | (12) Andrzej Jurczyński  | Częstochowa    | 1    | (1,u)       |  |
| 15   | (4) Henryk Olszak        | Zielona Góra   | 1    | (1,u)       |  |
| 16   | (8) Antoni Skupień       | Rybnik         | 0    | (0,w)       |  |
|      | rez. Henryk Jatczak      | Częstochowa    | 2    | (0,2,0,0,0) |  |
|      | rez. Zygmunt Nocuń       | Częstochowa    |      | (ns)        |  |

Bieg po biegu
1. [76,00] Jankowski, Kępa, Olszak, Żabiałowicz
2. [75,10] Huszcza, Pyszny, Raba, Skupień
3. [74,80] Jarmuła, Okoniewski, Jurczyński, Fojcik
4. [75,50] Siekierka, Kochman, Goerlitz, Jatczak Jatczak za Bożyka
5. [75,60] Siekierka, Raba, Fojcik, Żabiałowicz
6. [75,20] Pyszny, Jankowski, Kochman, Okoniewski
7. [75,60] Jarmuła, Huszcza, Kępa, Bożyk
8. [76,80] Goerlitz, Jatczak, Olszak, Jurczyński Jatczak za Skupienia
9. [76,70] Pyszny, Jarmuła, Goerlitz, Żabiałowicz
10. [76,60] Jankowski, Raba, Bożyk, Jatczak Jatczak za Jurczyńskiego
11. [77,40] Fojcik, Kępa, Kochman, Skupień
12. [76,20] Huszcza, Siekierka, Okoniewski, Olszak
13. [76,20] Huszcza, Żabiałowicz, Kochman, Jatczak Jatczak za Jurczyńskiego
14. [77,00] Jankowski, Siekierka, Skupień, Jarmuła
15. [76,40] Kępa, Goerlitz, Okoniewski, Raba
16. [78,20] Pyszny, Fojcik, Bożyk, Olszak
17. [79,00] Żabiałowicz, Okoniewski, Bożyk, Skupień
18. [76,00] Huszcza, Jankowski, Fojcik, Goerlitz
19. [76,80] Pyszny, Kępa, Siekierka, Jatczak Jatczak za Jurczyńskiego
20. [??,??] Jarmuła, Raba, Kochman, Olszak
21. Wyścig dodatkowy: [??,??] Huszcza, Pyszny